# Christian Zielke
Christian Zielke (* 14. November 1962 in Salzkotten) ist ein deutscher Autor, Professor, Vortragsredner und ehemaliger Personalmanager.

## Leben
Zielke wurde in einem Heim für elternlose Kinder in Salzkotten geboren. Er besuchte zuerst die Hauptschule, wechselte auf die Realschule und machte dort seinen Abschluss im Jahr 1977. Drei Jahre später absolvierte er sein Abitur in Paderborn. Nachdem man ihm als Kind unterdurchschnittliche Intelligenz attestiert hatte, studierte er parallel Rechtswissenschaften, Sozialwissenschaften, sowie Pädagogik und Theologie an der Universität Münster. Seine Promotion zum Dr. jur. erfolgte 1989. Währenddessen arbeitete er als Rechtsanwalt für Arbeitsrecht und später als internationaler Manager im Personalwesen, u. a. bei der Hoechst AG und Preussag. Heute lebt und arbeitet er bei Gießen.

## Wirken
2000 erhielt Zielke einen Ruf als Professor für die Bereiche Kommunikation in der Wirtschaft, Personalmanagement und Personalentwicklung an die technische Hochschule Mittelhessen. Er lehrte vorher als Dozent an der Handelshochschule Leipzig zum Thema Karrierestrategien. Seine Arbeit erregte Anfang der 2000er Jahre großes mediales Aufsehen und macht Christian Zielke seitdem zu einem Partner für Experten-Interviews. Seit 2007 ist er Buchautor und seit 2010 zertifizierter Shaolin-Personal-Trainer. Bisher hat er mehrere Bücher zu Fragen der Führung und des Managements veröffentlicht. In seinen Büchern legt er bewusst den Fokus auf Soft-Skills und Persönlichkeitsentwicklung. Außerdem gibt er sein Wissen als Referent weiter.

## Soziales Engagement
Zielke bietet seit vielen Jahren Pro-Bono-Vorträge und Beratungen für Non-Profit-Organisationen. Er ist Gründer und Gastgeber der „Schule des Lebens“, einer fortlaufenden Benefiz-Veranstaltung an der Technischen Hochschule zugunsten der Hospiz, die jungen Menschen bei der Orientierung hilft. Er rief ebenfalls für junge Menschen das „Young-Professionals-Programm“ des Wirtschaftsclubs Rhein Main ins Leben. 
Weiteres Engagement: Präsident des Fördervereins des Lions Club Gießen-Burg-Gleiberg. Vorstandsmitglied im Wirtschaftsclub Rhein Main, persönliches Mitglied der American Chamber of Commerce und Kurator im Förderkreis der Hospiz Mittelhessens.

## Veröffentlichungen
- Zielke, Christian / Kraus, Georg / Nöllke, Matthias: Praxiswissen Management, Haufe Lexware, München, 2015.[11]
- Zielke, Christian: Führungstechniken - eBook active [Elektronische Ressource], Haufe Lexware, Freiburg, 2013.[12]
- Zielke, Christian, Matthias Nöllke: Management - Best of Edition: TaschenGuide , Haufe Lexware, Freiburg, 2011.[13]
- Zielke, Christian: 30 Minuten Jobsicherheit, Gabal Verlag, Offenbach, 2008.[14]
- Zielke, Christian: Die häufigsten Managementfehler, Haufe Lexware, 2. Auflage 2007.[15]
- Zielke, Christian: Management Trainier, Haufe Lexware, 2. Auflage 2007.[16]
- Zielke, Christian: 30 Minuten für Partnerfindung ist kein Zufall, Gabal Verlag, Offenbach, 2007.[17]
- Vesper, Helga / Zielke, Christian: 30 Minuten Feng Shui am Arbeitsplatz, Gabal Verlag, Offenbach, 2012.[18]